# Chendrappini
Chendrappini es una ciudad censal situada en el distrito de Thrissur en el estado de Kerala (India). Su población es de 16404 habitantes (2011). Se encuentra a 30 km de Thrissur y a 46 km de Cochín.

## Demografía
Según el censo de 2011 la población de Chendrappini era de 16404 habitantes, de los cuales 7422 eran hombres y 89982 eran mujeres. Chendrappini tiene una tasa media de alfabetización del 95,82%, superior a la media estatal del 94%: la alfabetización masculina es del 97,02%, y la alfabetización femenina del 94,86%.